# حسين تانروردي
حسين تانْرِوَرْدي (بالتركية: Hüseyin Tanrıverdi)‏, (ولد: 4 سبتمبر 1956, «قُلا» في مانيسا، تركيا) سياسي تركي. ونائب سابق في البرلمان التركي لأكثر من دورة ممثلا عن حزب العدالة والتنمية.